# Formale und informale Organisation
Formale Organisation beschreibt die explizite Regelung innerbetrieblicher Abläufe und Strukturen in einer vorgegebenen Ordnung, die gewöhnlich auch schriftlich festgelegt ist. Informale Organisation basiert dagegen in erster Linie auf Zielen und Verhaltensweisen der einzelnen Mitarbeiter und entsteht aufgrund spontaner, ungeplanter Beziehungen zwischen den Mitarbeitern. Die informale Organisation ergänzt und überlagert die formale Organisation. Sie kann die formale Organisation unterstützen oder behindern.

## Abgrenzung und Verhältnis
Bei formaler Organisation handelt es sich zum Beispiel um die Definition der Arbeitsteilung, die Beschreibung von Arbeitsabläufen, oder die Festlegung von Weisungsbefugnissen. Die formale Organisation definiert sich aber eigentlich erst durch ihr Gegenteil – die informale Organisation. Man brauchte die Unterscheidung zwischen formaler und informaler Organisation gar nicht zu treffen, wenn nicht jeder Mitarbeiter, oder jede Arbeitsgruppe einen eigenen kreativen Weg für die Erledigung all dieser Vorgaben finden würde. Während formale Organisation auf beobachtbaren, rationalen und strukturellen Überlegungen aufbaut, orientiert sich informale Organisation an zunächst für Außenstehende verborgenen, affektiven, sozialen, psychischen und prozessualen Aspekten.
Die Praxis zeigt, dass es perfekte formale Organisation nicht gibt und es ständig zu einem Wechselspiel zwischen formalen und informalen Organisationen kommt. Informale Organisation muss zunächst entdeckt werden, um für die Arbeitsgemeinschaft und den Arbeitserfolg hilfreiche Strukturen zu fördern. Durch informale Organisation bedingtes systemisches Fehlverhalten oder Misswirtschaft soll entgegengewirkt werden. Insofern sieht die betriebswirtschaftliche Organisationslehre informale Organisation nach wie vor als eher störend denn hilfreich an.
Nach Ansicht der Systemtheorie und Kybernetik rückt die formale Organisation in den Hintergrund und dient allenfalls ergänzend oder korrigierend. Die durch das Verhalten und die Unterschiede der Mitarbeiter sich stets neu bildenden und veränderten Strukturen stehen hier im Vordergrund und die Fähigkeit zur Selbstorganisation wird als natürliche Eigenschaft eines sozialen Systems anerkannt.

## Die Hawthorne-Studie
Erstmals wurde die Abweichung von den organisatorischen Vorgaben, in der durch Fritz Roethlisberger und William J. Dickson verfassten Hawthorne-Studie (1924–1932) entdeckt und als informale Organisation bezeichnet. Zunächst wurde diese Erkenntnis aber belächelt und als vermeidbarer Fehler beim Organisieren abgetan, bis man schließlich doch einsehen musste, dass diese ungeschriebenen Gesetze des Arbeitsalltags oft mehr Einfluss auf die Geschicke so mancher Unternehmung hatten, als die wohl durchdachten und formulierten Organisationspläne der Chefetage. Zahlreiche empirische Studien in der sozialwissenschaftlichen Organisationsforschung folgten (vor allem während der so genannten Human-Relations-Bewegung) die immer eindeutiger bewiesen, wie wichtig es ist, die informalen Strukturen innerhalb eines Unternehmens zu durchleuchten, um sich positive Innovationen zu Nutze zu machen und unerwünschte Angewohnheiten aus dem Arbeitsalltag zu verbannen.

## Ursachen
Als Ausprägungen und Gründe für informale Organisation sind folgende anzuführen:
- Informale Normen, also persönliche Ziele und Interessen der Mitarbeiter, die sich von den offiziellen Interessen des Unternehmens unterschieden.
- Informale Kommunikation, also Veränderungen der Kommunikationswege innerhalb eines Unternehmens auf Grund von persönlichen Beziehungen zwischen Mitarbeitern.
- Informale Gruppen, also Zusammenschlüsse von Mitarbeitern, die gleiche Interessen haben oder z. B. gleicher Herkunft sind und Machtstrukturen ausbilden.
- Informale Führer, also Personen, die auf Grund ihres Charismas und ihrer allgemeinen Beliebtheit plötzlich mehr Einfluss im Unternehmen gewinnen, als eigentlich für sie vorgesehen wäre.
- Schwierige Arbeitsanforderungen.
- Unangenehme Arbeitsbedingungen.